# Tênis de mesa nos Jogos Pan-Americanos de 2023 - Equipes femininas
O torneio de equipes femininas do tênis de mesa nos Jogos Pan-Americanos de 2023 foi disputado entre 2 e 5 de novembro de 2023 no Centro de Treinamento Olímpico, em Ñuñoa. Um total de 36 mesatenistas de 12 Comitês Olímpicos Nacionais (CON) participaram do evento.

## Calendário
Horário local (UTC−3).
| Data          | Hora  | Fase             |
| ------------- | ----- | ---------------- |
| 2 de novembro | 10:00 | Fase de grupos   |
| 3 de novembro | 10:00 | Fase de grupos   |
| 3 de novembro | 17:00 | Quartas de final |
| 4 de novembro | 10:00 | Semifinais       |
| 5 de novembro | 10:00 | Final            |

## Medalhistas
|  | USA Estados Unidos              |  | PUR Porto Rico                           |  | BRA Brasil                                       |  | CHI Chile                                |
|  | Amy Wang Lily Zhang Rachel Sung |  | Brianna Burgos Adriana Díaz Melanie Díaz |  | Giulia Takahashi Bruna Alexandre Bruna Takahashi |  | Zhiying Zeng Paulina Vega Daniela Ortega |

## Resultados

### Fase de grupos
A fase de grupos foi realizada em 2 e 3 de novembro de 2023. As 12 equipes foram divididas em quatro grupos de três cada, com as duas primeiras de cada grupo avançando para as quartas de final.

#### Grupo A
| CON                      | J | V | D | PF | PC |
| ------------------------ | - | - | - | -- | -- |
| PUR Porto Rico           | 2 | 2 | 0 | 6  | 2  |
| CUB Cuba                 | 2 | 1 | 1 | 4  | 4  |
| DOM República Dominicana | 2 | 0 | 2 | 2  | 6  |

| 2 de novembro 10:00 Relatório | República Dominicana DOM | 1 – 3 | PUR Porto Rico |  |

|                                 | Partidas individuais            |       |                               |                         |
| Yasiris Ortiz / Esmerlyn Castro | Yasiris Ortiz / Esmerlyn Castro | 1 – 3 | Adriana Díaz / Brianna Burgos | 7–11, 11–7, 11–13, 4–11 |
| Eva Brito                       | Eva Brito                       | 3 – 1 | Melanie Díaz                  | 11–8, 5–11, 11–8, 11–8  |
| Esmerlyn Castro                 | Esmerlyn Castro                 | 1 – 3 | Brianna Burgos                | 11–8, 11–13, 7–11, 8–11 |
| Eva Brito                       | Eva Brito                       | 0 – 3 | Adriana Díaz                  | 10–12, 6–11, 4–11       |
|                                 |                                 |       |                               |                         |

| 2 de novembro 17:00 Relatório | Porto Rico PUR | 3 – 1 | CUB Cuba |  |

|                               | Partidas individuais          |       |                                     |                               |
| Melanie Díaz / Brianna Burgos | Melanie Díaz / Brianna Burgos | 2 – 3 | Lizdainet Rodríguez / Estela Crespo | 9–11, 11–6, 11–9, 8–11, 11–13 |
| Adriana Díaz                  | Adriana Díaz                  | 3 – 1 | Daniela Fonseca                     | 7–11,11–3, 11–7, 11–6         |
| Brianna Burgos                | Brianna Burgos                | 3 – 2 | Estela Crespo                       | 5–11, 11–6, 9–11, 11–7, 11–3  |
| Adriana Díaz                  | Adriana Díaz                  | 3 – 0 | Lizdainet Rodríguez                 | 11–4, 11–8, 11–6              |
|                               |                               |       |                                     |                               |

| 3 de novembro 10:00 Relatório | Peru PER | 3 – 1 | DOM República Dominicana |  |

|                                     | Partidas individuais                |       |                                 |                                |
| Lizdainet Rodríguez / Estela Crespo | Lizdainet Rodríguez / Estela Crespo | 3 – 2 | Yasiris Ortiz / Esmerlyn Castro | 10–12, 11–3, 6–11, 11–9, 13–11 |
| Daniela Fonseca                     | Daniela Fonseca                     | 3 – 0 | Eva Brito                       | 11–3, 11–6, 11–6               |
| Estela Crespo                       | Estela Crespo                       | 2 – 3 | Esmerlyn Castro                 | 11–7, 11–6, 6–11, 7–11, 6–11   |
| Daniela Fonseca                     | Daniela Fonseca                     | 3 – 1 | Yasiris Ortiz                   | 11–5, 11–4, 7–11, 11–8         |
|                                     |                                     |       |                                 |                                |

#### Grupo B
| CON                                 | J | V | D | PF | PC |
| ----------------------------------- | - | - | - | -- | -- |
| USA Estados Unidos                  | 2 | 2 | 0 | 6  | 1  |
| ARG Argentina                       | 2 | 1 | 1 | 4  | 4  |
| EAI Equipe de Atletas Independentes | 2 | 0 | 2 | 1  | 6  |

| 2 de novembro 10:00 Relatório | Equipe de Atletas Independentes EAI | 0 – 3 | USA Estados Unidos |  |

|                                  | Partidas individuais             |       |                          |                        |
| Mabelyn Enríquez / Lucía Cordero | Mabelyn Enríquez / Lucía Cordero | 0 – 3 | Lily Zhang / Rachel Sung | 7–11, 5–11, 5–11       |
| Hidallyn Zapata                  | Hidallyn Zapata                  | 0 – 3 | Amy Wang                 | 4–11, 4–11, 3–11       |
| Lucía Cordero                    | Lucía Cordero                    | 1 – 3 | Rachel Sung              | 8–11, 8–11, 11–9, 6–11 |
|                                  |                                  |       |                          |                        |
|                                  |                                  |       |                          |                        |

| 2 de novembro 17:00 Relatório | Argentina ARG | 1 – 3 | USA Estados Unidos |  |

|                                   | Partidas individuais              |       |                        |                              |
| Candela Molero / Camila Argüelles | Candela Molero / Camila Argüelles | 3 – 1 | Amy Wang / Rachel Sung | 14–12, 11–4, 5–11, 11–8      |
| Ana Codina                        | Ana Codina                        | 1 – 3 | Lily Zhang             | 11–7, 10–12, 7–11, 8–11      |
| Camila Argüelles                  | Camila Argüelles                  | 2 – 3 | Rachel Sung            | 3–11, 11–9, 6–11, 11–3, 8–11 |
| Ana Codina                        | Ana Codina                        | 0 – 3 | Amy Wang               | 8–11, 7–11, 8–11             |
|                                   |                                   |       |                        |                              |

| 3 de novembro 10:00 Relatório | Argentina ARG | 3 – 1 | EAI Equipe de Atletas Independentes |  |

|                                   | Partidas individuais              |       |                                  |                                |
| Candela Molero / Camila Argüelles | Candela Molero / Camila Argüelles | 3 – 2 | Mabelyn Enríquez / Lucía Cordero | 11–7, 6–11, 11–9, 8–11, 13–11  |
| Ana Codina                        | Ana Codina                        | 3 – 2 | Hidallyn Zapata                  | 9–11, 7–11, 12–10, 11–7, 11–7  |
| Camila Argüelles                  | Camila Argüelles                  | 0 – 3 | Lucía Cordero                    | 8–11, 8–11, 4–11               |
| Ana Codina                        | Ana Codina                        | 3 – 2 | Mabelyn Enríquez                 | 11–3, 11–13, 11–3, 6–11, 14–12 |
|                                   |                                   |       |                                  |                                |

#### Grupo C
| CON          | J | V | D | PF | PC |
| ------------ | - | - | - | -- | -- |
| BRA Brasil   | 2 | 2 | 0 | 6  | 1  |
| CHI Chile    | 2 | 1 | 1 | 3  | 3  |
| COL Colômbia | 2 | 0 | 2 | 1  | 6  |

| 2 de novembro 10:00 Relatório | Brasil BRA | 3 – 1 | COL Colômbia |  |

|                                    | Partidas individuais               |       |                             |                         |
| Bruna Alexandre / Giulia Takahashi | Bruna Alexandre / Giulia Takahashi | 3 – 1 | María Perdomo / Cory Téllez | 11–13, 11–7, 11–6, 11–7 |
| Bruna Takahashi                    | Bruna Takahashi                    | 3 – 0 | Juliana Lozada              | 11–6, 11–5, 11–3        |
| Giulia Takahashi                   | Giulia Takahashi                   | 0 – 3 | Cory Téllez                 | 8–11, 8–11, 10–12       |
| Bruna Takahashi                    | Bruna Takahashi                    | 3 – 0 | María Perdomo               | 11–6, 11–6, 11–7        |
|                                    |                                    |       |                             |                         |

| 2 de novembro 17:00 Relatório | Brasil BRA | 3 – 0 | CHI Chile |  |

|                                    | Partidas individuais               |       |                               |                         |
| Bruna Alexandre / Giulia Takahashi | Bruna Alexandre / Giulia Takahashi | 3 – 0 | Paulina Vega / Daniela Ortega | 11–3, 11–9, 11–6        |
| Bruna Takahashi                    | Bruna Takahashi                    | 3 – 0 | Zhiying Zeng                  | 11–3, 11–4, 11–5        |
| Giulia Takahashi                   | Giulia Takahashi                   | 3 – 1 | Daniela Ortega                | 11–7, 13–15, 11–5, 11–8 |
|                                    |                                    |       |                               |                         |
|                                    |                                    |       |                               |                         |

| 3 de novembro 10:00 Relatório | Chile CHI | 3 – 0 | COL Colômbia |  |

|                               | Partidas individuais          |       |                              |                               |
| Daniela Ortega / Paulina Vega | Daniela Ortega / Paulina Vega | 3 – 0 | Juliana Lozada / Cory Téllez | 11–7, 11–7, 11–7              |
| Zhiying Zeng                  | Zhiying Zeng                  | 3 – 0 | María Perdomo                | 11–1, 11–4, 11–4              |
| Paulina Vega                  | Paulina Vega                  | 3 – 2 | Cory Téllez                  | 11–5, 9–11, 10–12, 11–6, 11–7 |
|                               |                               |       |                              |                               |
|                               |                               |       |                              |                               |

#### Grupo D
| CON           | J | V | D | PF | PC |
| ------------- | - | - | - | -- | -- |
| MEX México    | 2 | 2 | 0 | 6  | 2  |
| CAN Canadá    | 2 | 1 | 1 | 5  | 4  |
| VEN Venezuela | 2 | 0 | 2 | 1  | 6  |

| 2 de novembro 10:00 Relatório | Venezuela VEN | 1 – 3 | CAN Canadá |  |

|                               | Partidas individuais          |       |                     |                               |
| Camila Obando / Roxy González | Camila Obando / Roxy González | 0 – 3 | Zhang Mo / Ivy Liao | 9–11, 6–11, 3–11              |
| Cristina Gómez                | Cristina Gómez                | 0 – 3 | Jessie Xu           | 9–11, 7–11, 7–11              |
| Roxy González                 | Roxy González                 | 3 – 2 | Ivy Liao            | 11–6, 11–5, 6–11, 14–16, 11–7 |
| Cristina Gómez                | Cristina Gómez                | 0 – 3 | Zhang Mo            | 9–11, 5–11, 8–11              |
|                               |                               |       |                     |                               |

| 2 de novembro 17:00 Relatório | México MEX | 3 – 2 | CAN Canadá |  |

|                                | Partidas individuais           |       |                     |                               |
| Clio Barcenas / Arantxa Cossío | Clio Barcenas / Arantxa Cossío | 3 – 0 | Zhang Mo / Ivy Liao | 11–8, 11–6, 12–10             |
| Yadira Silva                   | Yadira Silva                   | 3 – 1 | Jessie Xu           | 11–7, 6–11, 11–6, 11–9        |
| Arantxa Cossío                 | Arantxa Cossío                 | 2 – 3 | Ivy Liao            | 11–8, 11–8, 8–11, 2–11, 10–12 |
| Yadira Silva                   | Yadira Silva                   | 0 – 3 | Zhang Mo            | 2–11, 6–11, 6–11              |
| Clio Barcenas                  | Clio Barcenas                  | 3 – 1 | Jessie Xu           | 11–9, 11–9, 10–12, 11–3       |

| 3 de novembro 10:00 Relatório | México MEX | 3 – 0 | VEN Venezuela |  |

|                                | Partidas individuais           |       |                               |                               |
| Clio Barcenas / Arantxa Cossío | Clio Barcenas / Arantxa Cossío | 3 – 2 | Camila Obando / Roxy González | 13–11, 11–8, 5–11, 2–11, 11–9 |
| Yadira Silva                   | Yadira Silva                   | 3 – 0 | Cristina Gómez                | 11–5, 11–4, 11–3              |
| Arantxa Cossío                 | Arantxa Cossío                 | 3 – 0 | Roxy González                 | 11–5, 11–6, 11–9              |
|                                |                                |       |                               |                               |
|                                |                                |       |                               |                               |

### Fase final
As quartas de final foram realizadas em 3 de novembro, as semifinais em 4 de novembro e a final ocorreu em 5 de novembro de 2023. As perdedoras das semifinais garantiram automaticamente as medalhas de bronze.
|  | Quartas de final   | Quartas de final   | Quartas de final |  |  | Semifinal          | Semifinal          | Semifinal          |   |                | Final          | Final | Final |
|  |                    |                    |                  |  |  |                    |                    |                    |   |                |                |       |       |
|  | PUR Porto Rico     | PUR Porto Rico     | 3                |  |  |                    |                    |                    |   |                |                |       |       |
|  | ARG Argentina      | ARG Argentina      | 0                |  |  | PUR Porto Rico     | PUR Porto Rico     | 3                  |   |                |                |       |       |
|  | CHI Chile          | CHI Chile          | 3                |  |  | CHI Chile          | CHI Chile          | 0                  |   |                |                |       |       |
|  | MEX México         | MEX México         | 2                |  |  |                    |                    |                    |   | PUR Porto Rico | PUR Porto Rico | 1     |       |
|  | BRA Brasil         | BRA Brasil         | 3                |  |  |                    | USA Estados Unidos | USA Estados Unidos | 3 |                |                |       |       |
|  | CAN Canadá         | CAN Canadá         | 1                |  |  | BRA Brasil         | BRA Brasil         | 0                  |   |                |                |       |       |
|  | CUB Cuba           | CUB Cuba           | 0                |  |  | USA Estados Unidos | USA Estados Unidos | 3                  |   |                |                |       |       |
|  | USA Estados Unidos | USA Estados Unidos | 3                |  |  |                    |                    |                    |   |                |                |       |       |
|  |                    |                    |                  |  |  |                    |                    |                    |   |                |                |       |       |
|  |                    |                    |                  |  |  |                    |                    |                    |   |                |                |       |       |

#### Quartas de final
| 3 de novembro 17:00 Relatório | Argentina ARG | 0 – 3 | PUR Porto Rico |  |

|                                   | Partidas individuais              |       |                               |                          |
| Camila Argüelles / Candela Molero | Camila Argüelles / Candela Molero | 0 – 3 | Melanie Díaz / Brianna Burgos | 6–11, 10–12, 8–11        |
| Ana Codina                        | Ana Codina                        | 1 – 3 | Adriana Díaz                  | 11–6, 3–11, 7–11, 7–11   |
| Candela Molero                    | Candela Molero                    | 1 – 3 | Brianna Burgos                | 13–11, 3–11, 6–11, 12–14 |
|                                   |                                   |       |                               |                          |
|                                   |                                   |       |                               |                          |

| 3 de novembro 17:00 Relatório | Chile CHI | 3 – 2 | MEX México |  |

|                               | Partidas individuais          |       |                              |                         |
| Paulina Vega / Daniela Ortega | Paulina Vega / Daniela Ortega | 3 – 1 | Clio Barcenas / Yadira Silva | 11–8, 11–6, 8–11, 11–6  |
| Zhiying Zeng                  | Zhiying Zeng                  | 1 – 3 | Arantxa Cossío               | 3–11, 15–13, 6–11, 4–11 |
| Daniela Ortega                | Daniela Ortega                | 3 – 1 | Yadira Silva                 | 11–7, 11–3, 10–12, 11–9 |
| Zhiying Zeng                  | Zhiying Zeng                  | 0 – 3 | Clio Barcenas                | 7–11, 9–11, 9–11        |
| Paulina Vega                  | Paulina Vega                  | 3 – 0 | Arantxa Cossío               | 11–5, 11–9, 12–10       |

| 3 de novembro 17:00 Relatório | Brasil BRA | 3 – 1 | CAN Canadá |  |

|                                    | Partidas individuais               |       |                     |                                |
| Bruna Alexandre / Giulia Takahashi | Bruna Alexandre / Giulia Takahashi | 0 – 3 | Zhang Mo / Ivy Liao | 6–11, 8–11, 9–11               |
| Bruna Takahashi                    | Bruna Takahashi                    | 3 – 1 | Jessie Xu           | 11–13, 11–3, 11–7, 11–3        |
| Giulia Takahashi                   | Giulia Takahashi                   | 3 – 2 | Ivy Liao            | 10–12, 11–4, 10–12, 11–6, 11–3 |
| Bruna Takahashi                    | Bruna Takahashi                    | 3 – 2 | Zhang Mo            | 5–11, 10–12, 11–7, 11–8, 11–7  |
|                                    |                                    |       |                     |                                |

| 3 de novembro 17:00 Relatório | Estados Unidos USA | 3 – 0 | CUB Cuba |  |

|                          | Partidas individuais     |       |                                 |                              |
| Rachel Sung / Lily Zhang | Rachel Sung / Lily Zhang | 3 – 1 | Estela Crespo / Daniela Fonseca | 7–11, 11–7, 16–14, 12–10     |
| Amy Wang                 | Amy Wang                 | 3 – 2 | Lizdainet Rodríguez             | 8–11, 11–6, 11–4, 6–11, 11–3 |
| Lily Zhang               | Lily Zhang               | 3 – 1 | Daniela Fonseca                 | 8–11, 11–9, 11–7, 11–8       |
|                          |                          |       |                                 |                              |
|                          |                          |       |                                 |                              |

#### Semifinal
| 4 de novembro 10:00 Relatório | Estados Unidos USA | 3 – 0 | BRA Brasil |  |

|                        | Partidas individuais   |       |                                    |                         |
| Rachel Sung / Amy Wang | Rachel Sung / Amy Wang | 3 – 0 | Bruna Alexandre / Giulia Takahashi | 11–7, 11–7, 11–7        |
| Lily Zhang             | Lily Zhang             | 3 – 0 | Bruna Takahashi                    | 11–9, 11–8, 11–6        |
| Amy Wang               | Amy Wang               | 3 – 1 | Giulia Takahashi                   | 11–4, 11–7, 11–13, 11–7 |
|                        |                        |       |                                    |                         |
|                        |                        |       |                                    |                         |

| 4 de novembro 12:30 Relatório | Porto Rico PUR | 3 – 0 | CHI Chile |  |

|                               | Partidas individuais          |       |                               |                         |
| Brianna Burgos / Melanie Díaz | Brianna Burgos / Melanie Díaz | 3 – 1 | Paulina Vega / Daniela Ortega | 7–11, 11–6, 11–1, 13–11 |
| Adriana Díaz                  | Adriana Díaz                  | 3 – 0 | Zhiying Zeng                  | 11–5, 11–5, 11–9        |
| Melanie Díaz                  | Melanie Díaz                  | 3 – 1 | Daniela Ortega                | 11–7, 11–8, 5–11, 11–6  |
|                               |                               |       |                               |                         |
|                               |                               |       |                               |                         |

#### Final
| 5 de novembro 10:00 Relatório | Porto Rico PUR | 1 – 3 | USA Estados Unidos |  |

|                               | Partidas individuais          |       |                        |                                |
| Melanie Díaz / Brianna Burgos | Melanie Díaz / Brianna Burgos | 0 – 3 | Amy Wang / Rachel Sung | 4–11, 7–11, 9–11               |
| Adriana Díaz                  | Adriana Díaz                  | 3 – 2 | Lily Zhang             | 7–11, 4–11, 12–10, 11–9, 12–10 |
| Brianna Burgos                | Brianna Burgos                | 1 – 3 | Rachel Sung            | 6–11, 9–11, 14–12, 1–11        |
| Adriana Díaz                  | Adriana Díaz                  | 2 – 3 | Amy Wang               | 7–11,11–4, 6–11, 11–8, 14–16   |
|                               |                               |       |                        |                                |